# Burdur Gölü
Der Burdur Gölü („Burdur-See“) ist tektonischen Ursprungs und liegt zwischen den türkischen Provinzen Burdur und Isparta. 
Er ist einer der tiefsten Seen der Türkei. Gespeist wird der See von den Zuflüssen Bozçay, Kravgaz, Kurna, Çerçin, Lengüme und Adalar. Jedoch führen diese Bäche so wenig Wasser, dass sie in den warmen Monaten ganz oder teilweise austrocknen.
Die Provinzhauptstadt Burdur ist ungefähr 5 km vom See entfernt. Im Südwesten befinden sich die anderen beiden Seen von Burdur: Salda Gölü und der Yarışlı Gölü.

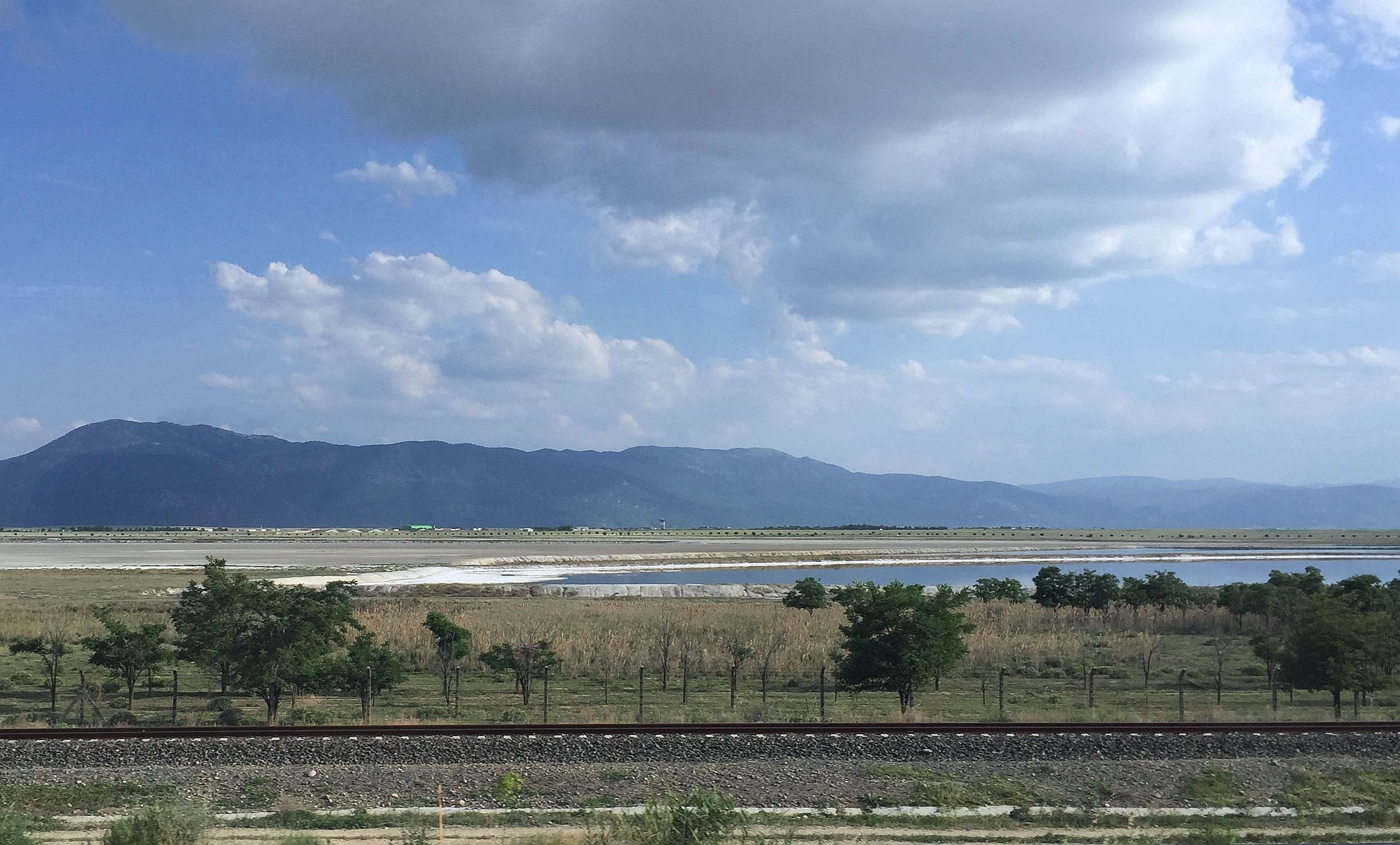
Salzablagerungen
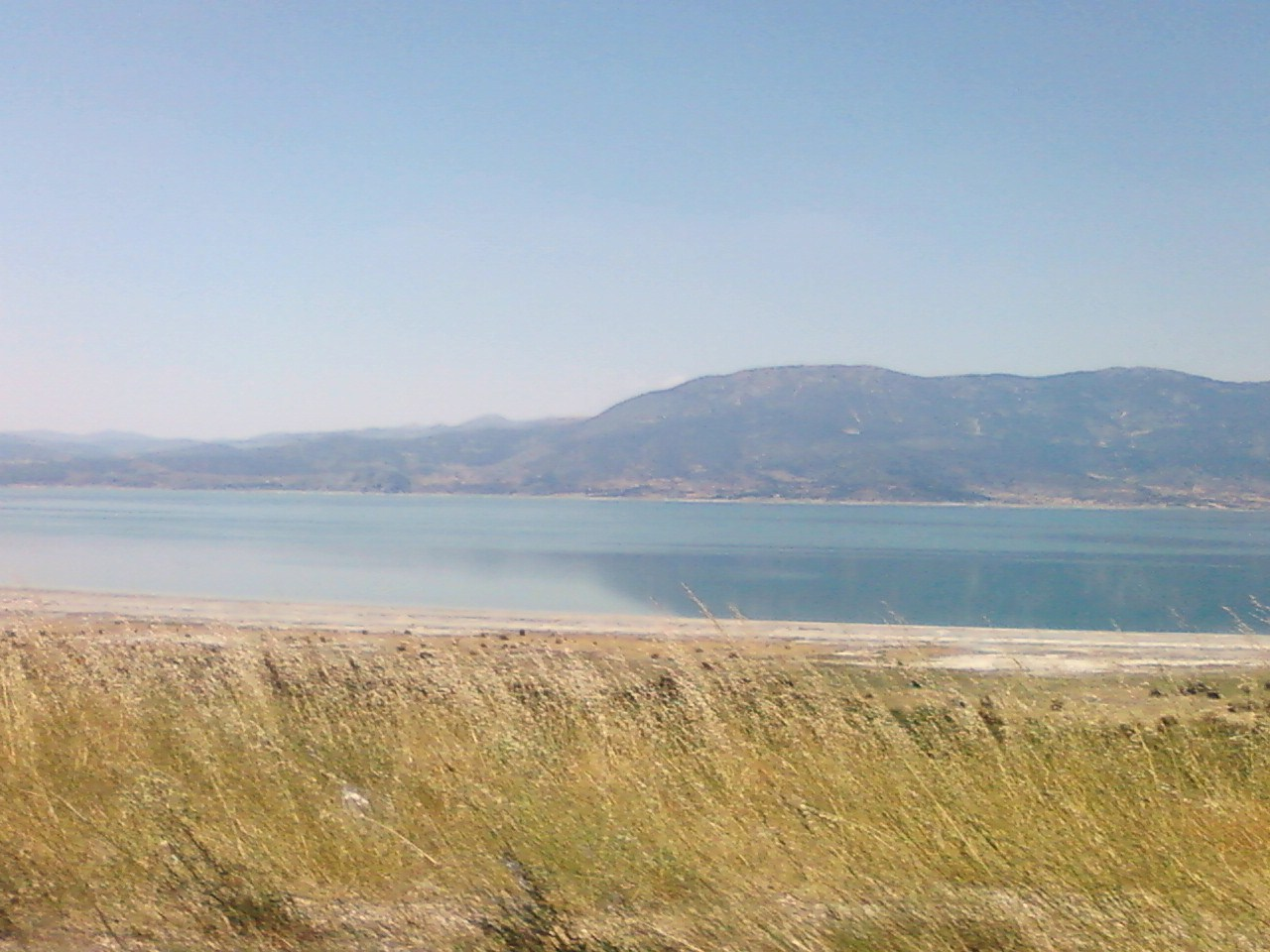
Blick über den See